# Cantonul Saint-Brice-en-Coglès
Cantonul Saint-Brice-en-Coglès este un canton din arondismentul Fougères-Vitré, departamentul Ille-et-Vilaine, regiunea Bretania, Franța.

## Comune
- Baillé
- Le Châtellier
- Coglès
- Montours
- Saint-Brice-en-Coglès (reședință)
- Saint-Étienne-en-Coglès
- Saint-Hilaire-des-Landes
- Saint-Germain-en-Coglès
- Saint-Marc-le-Blanc
- La Selle-en-Coglès
- Le Tiercent